# Флянтрово
Флянтрово (пол. Flantrowo, нім. Janowitz-Ziegelei) — село в Польщі, у гміні Яновець-Велькопольський Жнінського повіту Куявсько-Поморського воєводства.
Населення — 211 осіб (2011).
У 1975-1998 роках село належало до Бидгощського воєводства.

## Демографія
Демографічна структура станом на 31 березня 2011 року:
|          | Загалом | Допрацездатний вік | Працездатний вік | Постпрацездатний вік |
| -------- | ------- | ------------------ | ---------------- | -------------------- |
| Чоловіки | 107     | 20                 | 78               | 9                    |
| Жінки    | 104     | 19                 | 69               | 16                   |
| Разом    | 211     | 39                 | 147              | 25                   |